# جون بورغن
جون بورغن (بالنرويجية البوكمول: Johan Borgen)‏ هو صحفي وكاتب نرويجي، ولد في 28 أبريل 1902 في كريستيانية في النرويج، وتوفي في 16 أكتوبر 1979 في Hvaler ‏ في النرويج.

## وصلات خارجية
- جون بورغن على موقع IMDb (الإنجليزية)
- جون بورغن على موقع الموسوعة البريطانية (الإنجليزية)
- جون بورغن على موقع ديسكوغز (الإنجليزية)